# Маяк (Брединский район)
Мая́к — посёлок в Брединском районе Челябинской области России. Административный центр Белокаменского сельского поселения.

## География
Через посёлок протекает река Сынтасты. Расстояние до районного центра посёлка Бреды 7 км.

## Население
| 2002 | 2010  |
| ---- | ----- |
| 1583 | ↘1426 |

По данным Всероссийской переписи, в 2010 году численность населения посёлка составляла 1426 человек (691 мужчина и 735 женщин).

## Инфраструктура
- Детский сад,
- средняя школа,
- центр помощи детям,оставшимся без попечения родителей.
- Уличная сеть посёлка состоит из 14 улиц и 7 переулков[3].